# Pier Solar and the Great Architects
Pier Solar and the Great Architects — компьютерная ролевая игра для игровой приставки Sega Mega Drive, разработанная и выпущенная американской студией WaterMelon в 2010 году. Pier Solar была разработана как homebrew-игра для Sega Mega Drive, к этому времени давно устаревшей и снятой с производства, и стала единственной ролевой игрой для этой платформы, выпущенной после 1996 года. Игра была задумана как дань памяти классическим играм 1990-х годов — подобно им, Pier Solar использует двухмерную спрайтовую графику и случайные пошаговые сражения. В 2014-2015 годах для платформ Dreamcast, PlayStation 3, PlayStation 4, Wii U, Xbox One, Ouya и Windows была выпущена версия под названием Pier Solar HD, отличающаяся от оригинала более современной графикой. 

## Сюжет
Главные герои игры — Хостон, Алина и Эдесотт — живут в мирном городке Реджа. Хостон ищет редкое растение, чтобы помочь своему больному отцу, и вскрывает древние руины, о которых хорошо осведомлён отец Алины — археолог. Семейный конфликт, связанный с руинами, приводит к бегству Алины и её друзей из города; в дальнейшем герои сталкиваются с последними представителями древней расы и со злодеями, преследующими этих существ в погоне за некими знаниями. В дальнейшем эта история развивается в гораздо более запутанный сюжет Pier Solar.

## Разработка игры
Pier Solar была разработана студией WaterMelon — скорее сообществом энтузиастов, чем игровой компанией; ключевыми разработчиками были руководитель студии Тулио Адриаон Кардозо-Гонсальвес и Гвенаэль Годд, известный под псевдонимом Fonzie. Коллектив из восьми постоянных разработчиков был разбросан по всему земному шару,они общались через интернет и получили возможность собраться в одном месте лишь в самом конце разработки. При этом тот или иной вклад в создание игры внесли ещё сотни людей. Никто из разработчиков, кроме нанятых художников по пиксельной графике, не получал зарплаты, и все работали над игрой в своё свободное время. 
Проект Pier Solar возник в 2004 году на сайте Eidolon's Inn, посвящённом играм на старых приставках и их эмуляции, в разделе форума Tavern (с англ. — «Таверна», где общались создатели эмуляторов игровых приставок. Поначалу обитатели раздела в качестве хобби создавали игру для Sega Mega-CD под названием Tavern RPG, изображающую их самих в качестве персонажей. Со временем отношение разработчиков к создаваемой игре стало более серьёзным, и они решили создать полноценную фэнтезийную игру — при этом вместо Sega Mega-CD для разработки была выбрана Sega Mega Drive. Для обеспечения перехода без необходимости уменьшить количество игрового контента, в том числе качества музыкального сопровождения, было решено использовать картридж с 64 мегабит памяти — это делало Pier Solar самой большой по размерам игрой, какой только можно было запустить на Sega Mega Drive. Первоначально игра должна была выйти на Рождество в 2008 году — разработчики выпустили демоверсию и начали принимать предварительные заказы, но не уложились в объявленный срок. В конечном счёте игра была выпущена лишь в декабре 2010 года, два года спустя. Игра была задумана как дань памяти старым консольным ролевым играм для приставок от Sega, таким как Phantasy Star, Lunar, Shining Force II и Albert Odyssey, а также некоторым играм со SNES, как Chrono Trigger, так что Pier Solar содержит большое количество характерных для этих игр клише.
В 2012 году студия WaterMelon анонсировала переиздание для более современных платформ Microsoft Windows, PlayStation 3, PlayStation 4, Wii U, Xbox One, Ouya, которое вышло в 2014 году, а на Dreamcast в 2015 году. Игра предусматривает возможность в любой момент переключаться между улучшенной HD-графикой и 16-битной графикой Sega Mega Drive, как в первоначальной версии Pier Solar.

## Отзывы
| Сводный рейтинг    | Сводный рейтинг                                                         |
| Агрегатор          | Оценка                                                                  |
| ------------------ | ----------------------------------------------------------------------- |
| Metacritic         | PC: 73/100 (4 отзыва) PS4: 69/100 (6 отзывов) Wii U: 62/100 (6 отзывов) |
| Иноязычные издания |                                                                         |
| Издание            | Оценка                                                                  |
| Game Informer      | 7/10                                                                    |
| RPGamer            | 2,5/5                                                                   |
| Hardcore Gamer     | 4/5                                                                     |

В то время как анонс игры был встречен одобрением, отзывы о выпущенной в итоге игре были смешанными. Обозреватель Hardcore Gamer Брэдли Хейлсторм отметил, что сюжет игры не слишком оригинален, но персонажи прописаны исключительно хорошо, и что сценаристы заслуживают всяческих похвал; он высоко оценил «яркую цифровую палитру», но назвал ключевым недостатком игры почти полное отсутствие указаний для игрока, куда идти и что делать дальше. Рецензент RPGFan Дерек Хеемсберген назвал графику, музыку и атмосферу в игре «фантастическими», но посчитал спорными некоторые решения разработчиков в области геймдизайна — в частности, лабиринтообразные города и подземелья, где легко заблудиться. Он также посчитал сражения в игре «утомительными», в том числе из-за длинных анимаций и высокой сложности. Майк Мёнке из RPGamer отозвался об игре критически, посчитав, что и по сюжету, и по геймплею Pier Solar уступает тем самым классическим играм, которым пытается подражать: если бы игра была выпущена в 1993 или 1994 году, то нашла бы свою аудиторию, но вряд ли вошла в число лучших на тот момент игр. 
Единодушных похвал удостоился саундтрек к игре. Дерек Хеемсберген  из RPGFan называл музыку «привязчивой» — он даже замечал за собой привычку неосознанно напевать музыкальную тему сражений. Джо Джуба из Game Informer заявил, что саундтрек отлично вписался в «16-битную атмосферу игры», назвав его «абсолютно фантастическим». Брэдли Хейлсторм с сайта Hardcore Gamer посчитал музыку одним из главных достоинств игры, назвав её «триумфом» и отмечая, что композитору удалось идеально передавать нужное в каждой сцене настроение, будь оно приподнятым, печальным или тревожным.